# Bad Bentheim
Bad Bentheim (bis 1979 Bentheim) ist eine Stadt und ein Kurort im Landkreis Grafschaft Bentheim in Niedersachsen. Bad Bentheim liegt an der Grenze zwischen Deutschland und den Niederlanden und an der Grenze zu Nordrhein-Westfalen. Bad Bentheim hat ein staatlich anerkanntes Thermalsole- und Schwefelheilbad. Die Burg Bentheim gilt als Wahrzeichen der Stadt.

## Geografie

### Ausdehnung des Stadtgebiets
Die Stadtgrenze ist 49 km lang. Die Nord-Süd-Ausdehnung beträgt 14 km und die West-Ost-Ausdehnung 12 km. Das Stadtgebiet von Bad Bentheim hat eine Fläche von 100,00 km².

### Nachbargemeinden
Die Stadt grenzt im Norden an Nordhorn, im Nordosten an Isterberg, im Osten an Quendorf und Schüttorf (alle Landkreis Grafschaft Bentheim), im Süden an Ochtrup (Kreis Steinfurt) und Gronau (Kreis Borken) und im Westen an Losser (Niederlande, Provinz Overijssel). Die nächsten Großstädte sind Münster und Osnabrück in Deutschland und Enschede in den Niederlanden.

### Stadtgliederung
Die Stadt Bad Bentheim ist eine Einheitsgemeinde umfasst neben der Kernstadt die Ortschaften Achterberg, Bardel, Gildehaus, Hagelshoek, Holt und Haar, Sieringhoek, Waldseite und Westenberg.

### Schutzgebiete für die Natur
Es gibt im Stadtgebiet die FFH-Gebiete Bentheimer Wald, Gildehauser Venn und Kleingewässer Achterberg. Das Gildehauser Venn und das Kleingewässer Achterberg sind auch als Naturschutzgebiet ausgewiesen worden. Ferner sind das Naturdenkmal Bornhalmscher Steinbruch und das Landschaftsschutzgebiet Wacholderhain Kloster Bardel ausgewiesen worden.

## Geschichte

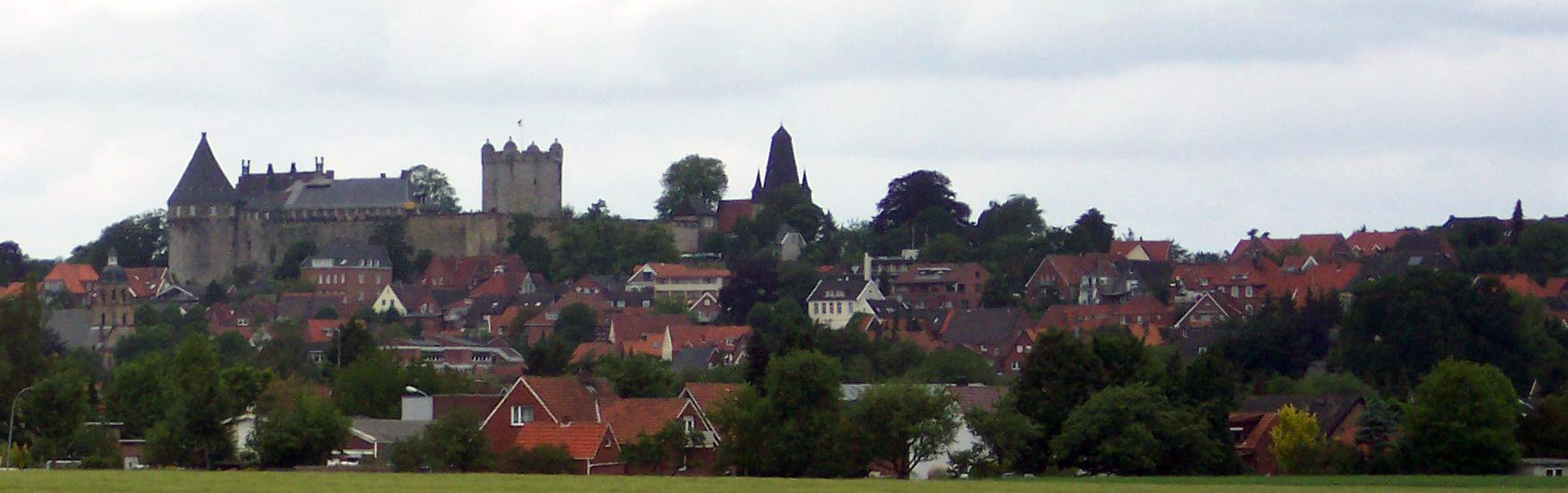
Bad Bentheim mit der Burg

Erste urkundliche Erwähnung findet Bad Bentheim um 1050 als Binithem. Über die Etymologie gibt es verschiedene Spekulationen. So könnte der Name von den Binsen herrühren, die dort früher in der morastigen Landschaft wuchsen. Auch wird vermutet, der Name gehe, wie bei der niederländischen Region Twente, auf die Tubanten zurück.
Bad Bentheim, eine ehemalige gräfliche Residenz, blickt auf eine traditionsreiche Geschichte zurück. Der Marktflecken war Jahrhunderte Mittelpunkt der gleichnamigen Grafschaft. Unter preußischer Herrschaft war Bentheim ein Amt und von 1857 bis 1973 Standort eines Amtsgerichts. 1945 entzog die britische Militärregierung Bentheim den Status als Kreisstadt und machte die geografisch zentraler gelegene Stadt Nordhorn zum Kreissitz.
Wahrzeichen der Stadt ist die mächtige Burganlage der Grafen von Bentheim: die Burg Bentheim, welche erstmals um 1116 urkundliche Erwähnung fand. Um 1711 wurden heilende Schwefelquellen entdeckt, aus denen sich ein Kurbadebetrieb (Thermalsole-Fachklinik) entwickelte. Seit 1865 besitzt Bentheim das Stadtrecht.
Nach dem Zweiten Weltkrieg gab es seitens der Niederlande Pläne, große Teile von Nordwestdeutschland an die Niederlande anzugliedern (Bakker-Schut-Plan), darunter auch Bentheim.
Die Alliierte Hohe Kommission lehnte dies aber ab: Deutschland sei mit den mehr als 14 Millionen Flüchtlingen aus den deutschen Ostgebieten überfordert und weitere Annexionen und Vertreibungen würden das Problem verschlimmern. Nach dem Beginn des Kalten Krieges stand eine Stabilisierung Westdeutschlands im Vordergrund. In den Niederlanden gab es eine starke Opposition, insbesondere aus Kirchenkreisen, gegen die Annexionspläne.
Seit dem 6. Juni 1979 heißt die Stadt Bad Bentheim. Der Ortsteil Gildehaus ist seit 1982 staatlich anerkannter Erholungsort.
Als Bentheimer Gold bezeichnete man den Bentheimer Sandstein, der in den Bentheimer und Gildehauser Gruben gefördert wurde und teilweise heute noch gefördert wird. Der Handel (15. bis 18. Jahrhundert) verbreitete ihn über die Grenzen der Grafschaft Bentheim hinaus ins Münsterland, nach Ostfriesland, in die Niederlande und bis nach Belgien und Dänemark. Bedeutende Bauwerke aus Bentheimer Sandstein sind zum Beispiel das Königliche Palais in Amsterdam, das Theater und die Frauenkirche in Antwerpen, die katholische Kirche in Aarhus, der 1482 vollendete Turm der Martinikirche in Groningen sowie das Rathaus in Münster. Angeblich besteht der Sockel der Freiheitsstatue in New York City ebenfalls aus Bentheimer Sandstein, aber auch andere Städte wie Obernkirchen stellen die Behauptung auf, der Sockel sei aus dem Sandstein ihrer Stadt.

### Eingemeindungen
Am 1. April 1929 wurde die Gemeinde Bentheim-Bauerschaft und der Gutsbezirk Bentheim, Schloß eingemeindet. Im Rahmen der niedersächsischen Gemeindegebietsreform wurden am 1. März 1974 die Stadt Bentheim, die Samtgemeinde Gildehaus (bestehend aus den Mitgliedsgemeinden Gildehaus, Achterberg, Hagelshoek, Holt und Haar, Waldseite und Westenberg) sowie die Gemeinden Bardel und Sieringhoek zur Einheitsgemeinde Stadt Bentheim zusammengeschlossen.

### Konfessionsstatistik
2017 waren 31,4 % der Einwohner evangelisch-reformiert, 11,9 % evangelisch-lutherisch und 20,6 % römisch-katholisch; die restlichen 36,2 % gehörten einer anderen oder keiner Glaubensgemeinschaft an.

## Politik

### Rat
Der Rat der Stadt Bad Bentheim besteht aus 30 Mitgliedern. Dies ist die festgelegte Anzahl für eine Stadt mit einer Einwohnerzahl zwischen 12.001 und 15.000 Einwohnern. Die 30 Ratsmitglieder werden durch eine Kommunalwahl für jeweils fünf Jahre gewählt.
Stimmberechtigt im Rat ist außerdem der hauptamtliche Bürgermeister Volker Pannen (SPD).
Die Kommunalwahl vom 12. September 2021 führte zu folgendem Ergebnis:
| Partei                                            | Stimmenanteil | Sitze | Sitzverteilung 2021 im RatInsgesamt 30 Sitze - Linke: 1 - SPD: 11 - Grüne: 3 - FDP: 3 - CDU: 12 |
| Christlich Demokratische Union Deutschlands (CDU) | 46,00 %       | 12    | Sitzverteilung 2021 im RatInsgesamt 30 Sitze - Linke: 1 - SPD: 11 - Grüne: 3 - FDP: 3 - CDU: 12 |
| Sozialdemokratische Partei Deutschlands (SPD)     | 38,26 %       | 11    | Sitzverteilung 2021 im RatInsgesamt 30 Sitze - Linke: 1 - SPD: 11 - Grüne: 3 - FDP: 3 - CDU: 12 |
| Freie Demokratische Partei (FDP)                  | 08,13 %       | 3     | Sitzverteilung 2021 im RatInsgesamt 30 Sitze - Linke: 1 - SPD: 11 - Grüne: 3 - FDP: 3 - CDU: 12 |
| Bündnis 90/Die Grünen                             | 07,62 %       | 3     | Sitzverteilung 2021 im RatInsgesamt 30 Sitze - Linke: 1 - SPD: 11 - Grüne: 3 - FDP: 3 - CDU: 12 |
| Die Linke                                         | 02,06 %       | 1     | Sitzverteilung 2021 im RatInsgesamt 30 Sitze - Linke: 1 - SPD: 11 - Grüne: 3 - FDP: 3 - CDU: 12 |
| Gesamt                                            | 100 %         | 30    | Sitzverteilung 2021 im RatInsgesamt 30 Sitze - Linke: 1 - SPD: 11 - Grüne: 3 - FDP: 3 - CDU: 12 |
| Wahlbeteiligung: 51,23 %                          |               |       | Sitzverteilung 2021 im RatInsgesamt 30 Sitze - Linke: 1 - SPD: 11 - Grüne: 3 - FDP: 3 - CDU: 12 |

Die aktuelle Amtszeit begann am 1. November 2021 und endet am 31. Oktober 2026.

### Bürgermeister
Hauptamtlicher Bürgermeister der Stadt Bad Bentheim ist Volker Pannen (SPD). Bei der letzten Bürgermeisterwahl am 25. Mai 2014 wurde er als Amtsinhaber mit 66,1 % der Stimmen wiedergewählt. Sein Gegenkandidat Heiner Beernink genannt Konjer (CDU) erhielt 33,9 %. Die Wahlbeteiligung lag bei 44,7 %. Pannen trat seine weitere Amtszeit am 1. November 2014 an.
Bei der erneuten Wiederwahl am 12. September 2021 erhielt Pannen 60,75 % der gültigen Stimmen. Florian Pletz, von der FDP nominiert, erhielt 20,58 % und die unabhängige Kandidatin Sonja Hemme 18,68 % der Stimmen. Die Wahlbeteiligung lag bei 53,3 %.
| Bürgermeister | Zeitraum             |
| --- | -------------------- |
| Johann Krabbe, Textilfabrikant                                                                                          | 1899–1930            |
| Christian Mikkelsen, Volkswirt                                                                                          | 1930–1937            |
| Karl Raapitz, Ober-Zollinspektor (NSDAP, vom Kreisleiter eingesetzt)                                                    | 1938–1944            |
| Karl Brose (NSDAP) (1. Beigeordneter u. OG-Leiter, nach dem Tod von Raapitz als Bürgermeisterstellvertreter eingesetzt) | 1944–1945 (9 Monate) |
| Hermann Lammers, Stadtinspektor (von britischer Militärregierung eingesetzt)                                            | 1945                 |
| Johann Schütte, Landwirt (CDU)                                                                                          | 1946–1949            |
| August Lippold (CDU) | 1949–1956            |
| Gerhard Krabbe (CDU) | 1956–1964            |
| Dietrich Somberg, Finanzbeamter (CDU)                                                                                   | 1964–1991            |
| Horst Winkler, Geschäftsführer Bauverein (SPD)                                                                          | 1991–1996            |
| Günter Alsmeier, Finanzbeamter (CDU)                                                                                    | 1996–2006            |
| Volker Pannen, Finanzbeamter (SPD)                                                                                      | seit 2006            |

### Ortsvorsteher
Laut Hauptsatzung der Stadt bilden die Stadtteile Achterberg, Bardel, Hagelshoek, Holt und Haar, Sieringhoek, Waldseite und Westenberg jeweils Ortschaften, für die ein Ortsvorsteher berufen wird. Diese haben die Aufgabe, die Stadtverwaltung und die Gremien des Rates in allen Fragen zu unterstützen, die ihre Ortschaft betreffen.

### Wappen
Die Stadt Bad Bentheim erhielt ihr Wappen im Jahre 1661 von Graf Ernst Wilhelm von Bentheim und Steinfurt (1643–1693). Das Wappen stellt ein goldenes Monogramm der Buchstaben E und G auf rotem Grund dar. Dieses wird von neunzehn ebenfalls goldenen Münzen (auch als Kugeln bezeichnet) umgeben. Die Buchstaben E und G stehen für „Ernestus Guilelmus“; dem latinisierten Namen des Grafen. Die goldenen Münzen stammen vom Wappen der Grafschaft Bentheim. Auch andere Gemeinden der Grafschaft Bentheim haben goldene Münzen in ihrem Wappen: Emlichheim, Hoogstede, Laar, Neuenhaus und Nordhorn.
Im frühen 19. Jahrhundert wurde der Gebrauch des Wappens untersagt. Später, gegen Ende des 19. Jahrhunderts, bestand das Wappen lediglich aus dem roten Grund mit 18 goldenen Münzen darauf – ohne Monogramm! Im Jahre 1955 erhielt die Stadt durch das Niedersächsische Innenministerium die Genehmigung, das ihr im 17. Jahrhundert durch Graf Ernst Wilhelm verliehene Wappen wieder zu führen.

### Städtepartnerschaften
Bad Bentheim unterhält/unterhielt Städtepartnerschaften zu Assen in den Niederlanden (1959–2009) und zu Wolkenstein (Erzgebirge) in Sachsen (seit 1991).

## Kultur und Sehenswürdigkeiten

### Sehenswürdigkeiten

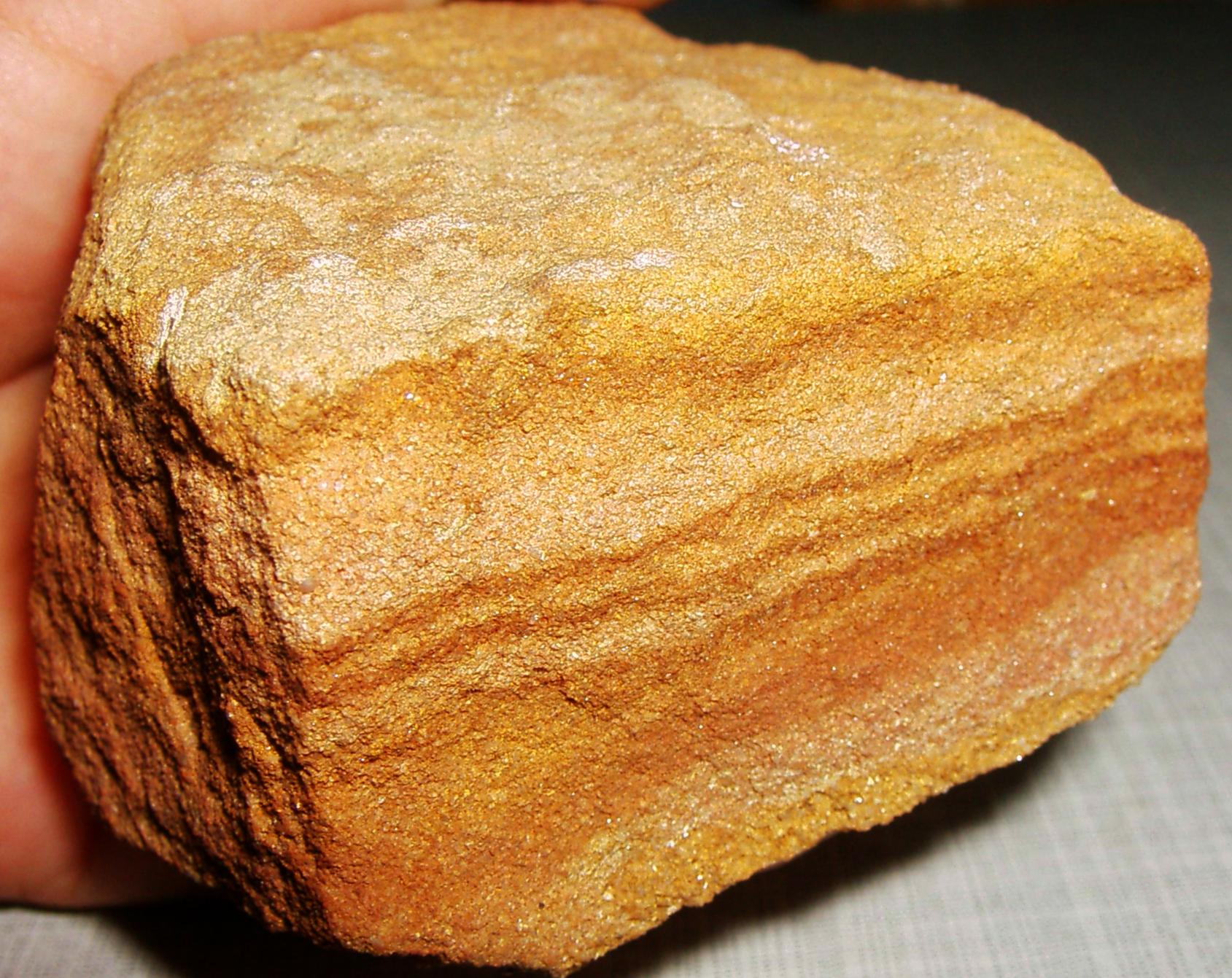
Bentheimer Sandstein

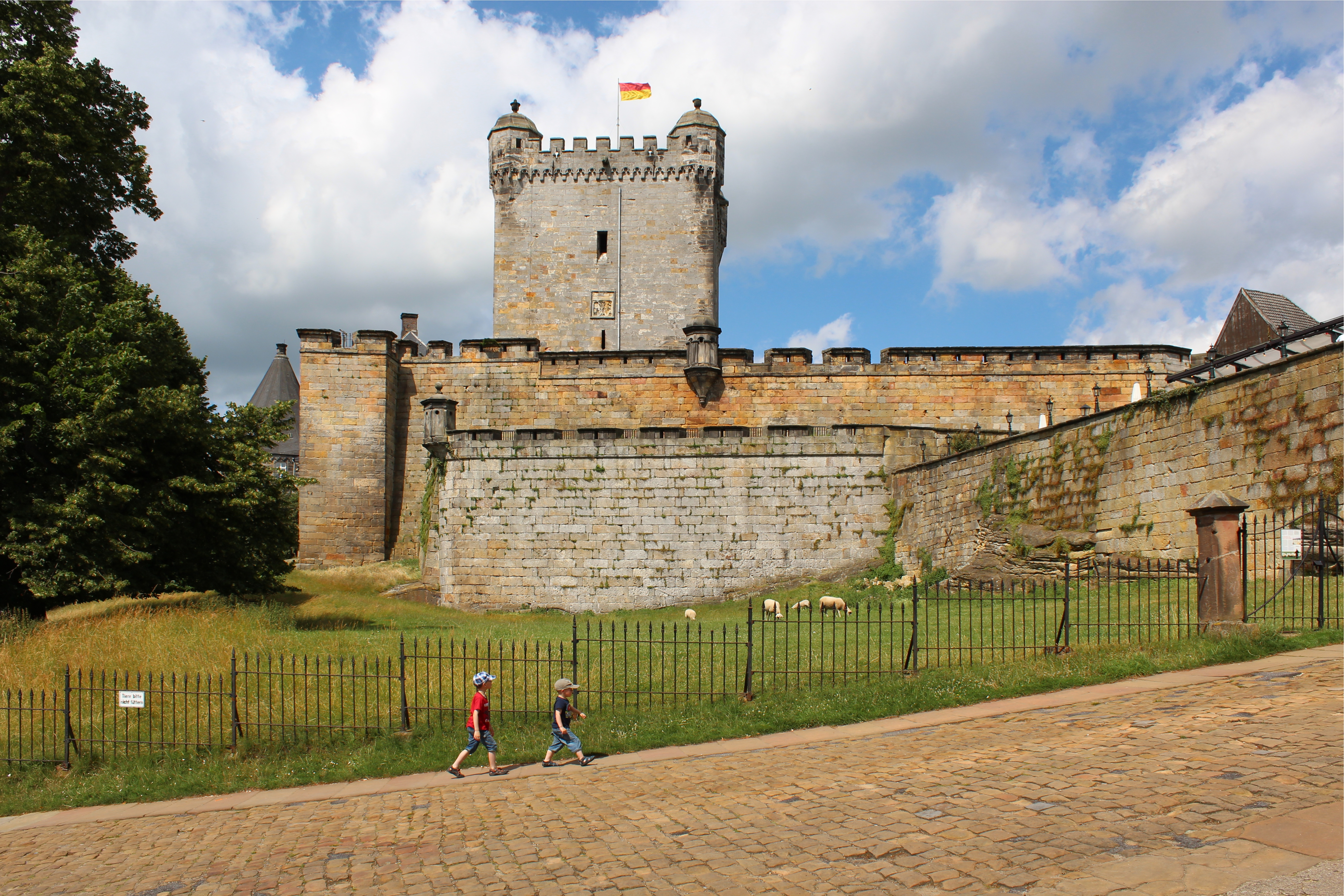
Burgmauern mit dahinterliegendem Pulverturm

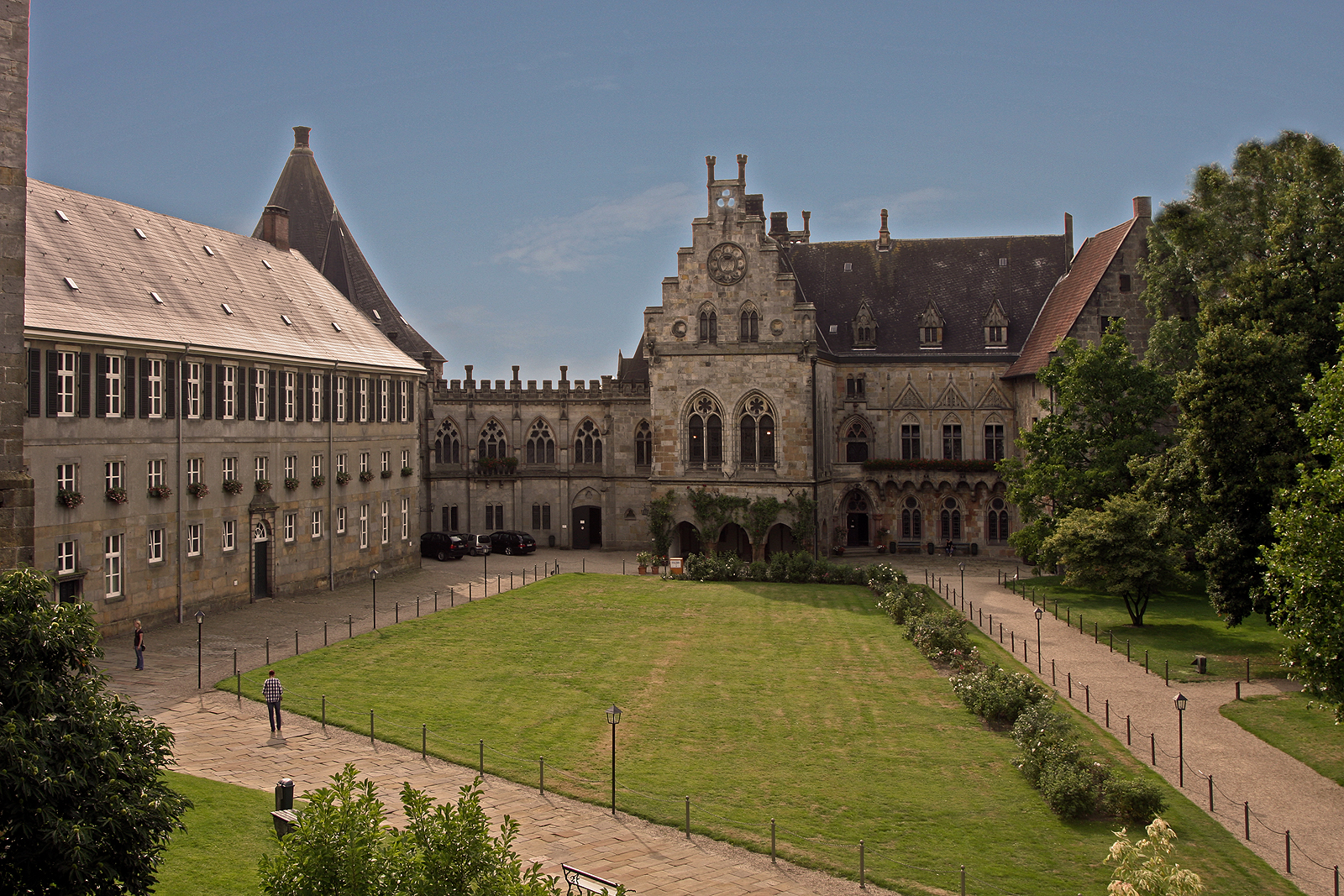
Burg-Innenhof

Das wohl markanteste Wahrzeichen der Stadt, die Burg Bentheim, steht unübersehbar im Zentrum. Die alte Residenz kann mit und ohne Führung teilweise besichtigt werden. Einen weiten Blick über Bad Bentheim bietet hierbei der hohe Bergfried, auch Pulverturm genannt.
Das Bad Bentheimer Sandsteinmuseum ist ein in einem historischen Bentheimer Ackerbürgerhaus mit Erweiterungsbau untergebrachtes Museum, welches die Geschichte des Bentheimer Sandsteins (Abbau und Verwendung, Handel und Arbeit) und die Geologie dieses Sandsteins näherbringen möchte. Exponate wie romanische Taufsteine aus dem 12. und 13. Jahrhundert oder Fossilien zur Veranschaulichung der beiden Dauerausstellungen können hier besichtigt werden.
Das Museum am Herrenberg stellt Gemälde niederländischer Meister aus, die in mindestens zwei bekannten Museen der Welt vertreten sind. Es bietet einen Überblick über die niederländische Malerei im 17. bis 19. Jahrhundert. Aus dem 17. Jahrhundert, dem Goldenen Zeitalter, wird u. a. ein Gemälde von Jacob van Ruisdael mit dem Motiv Burg Bentheim gezeigt.
Ein Theater der besonderen Art befindet sich direkt neben der sogenannten Franzosenschlucht: Die Bentheimer Freilichtbühne. Das Theater liegt in drei stillgelegten Steinbrüchen und hat somit eine außergewöhnliche Naturkulisse zu bieten. In den Sommermonaten werden hier klassische und moderne Bühnenstücke für Erwachsene wie auch Kinder aufgeführt. Darüber hinaus finden oftmals auch besondere Veranstaltungen wie zum Beispiel Winter- und Nachtaufführungen oder Gastspiele statt.
Das Haus Westerhoff gilt als eines der schönsten Ackerbürgerhäuser der Stadt, welches aus dem Jahre 1656 stammt; es wurde in den Jahren 1989 bis 1991 fachmännisch restauriert. Heute stellen dort Künstler und Kunsthandwerker ihre Werke aus.
Auch sehenswert ist die evangelisch-reformierte Kirche mit ihrer calvinistischen Ausstattung, in der u. a. Graf Arnold II. zu Bentheim-Tecklenburg begraben liegt. Sie wurde 1696 auf den Grundmauern der frühgotischen Kirche von 1321 erbaut, von der lediglich Bruchstücke, wie ein gotischer Raum und die darunterliegende Gruft des Grafen, erhalten sind. Heute ist sie eine schlichte Barockkirche, in deren Mittelpunkt eine alte Steinkanzel steht. Auf dem Friedhof um die Kirche finden sich jahrhundertealte Grabmäler von kunsthistorischer Bedeutung.
Die römisch-katholische Kirche St. Johannes Baptist mit ihrer barocken Innenausstattung liegt westlich vom Schlosspark und stammt aus der Zeit der Gegenreformation. Auf Geheiß Graf Ernst Wilhelms von Bentheim wurde sie 1670 aus Bentheimer Sandstein errichtet.
Außen wirkt der Bau eher schlicht, innen gibt es jedoch prächtige, frühbarocke Altäre und Überreste der Original-Verglasung in den Fenstern der Nordwand. Die Kirche wurde 1676 geweiht. Im Turm hängen vier Glocken, die Johannesglocke, die Marienglocke, die Michaelsglocke und die Ludgerusglocke.
Weitere Sehenswürdigkeiten sind:
- evangelisch-altreformierte Kirche (1896)
- Martin-Luther-Kirche (1912)
- Kloster Bardel
- Naturökologisch-Niederländisches Ferienreservat Gut Langen
- Bentheimer Wald
- Bentheimer Berge
- Otto-Pankok-Museum in Gildehaus

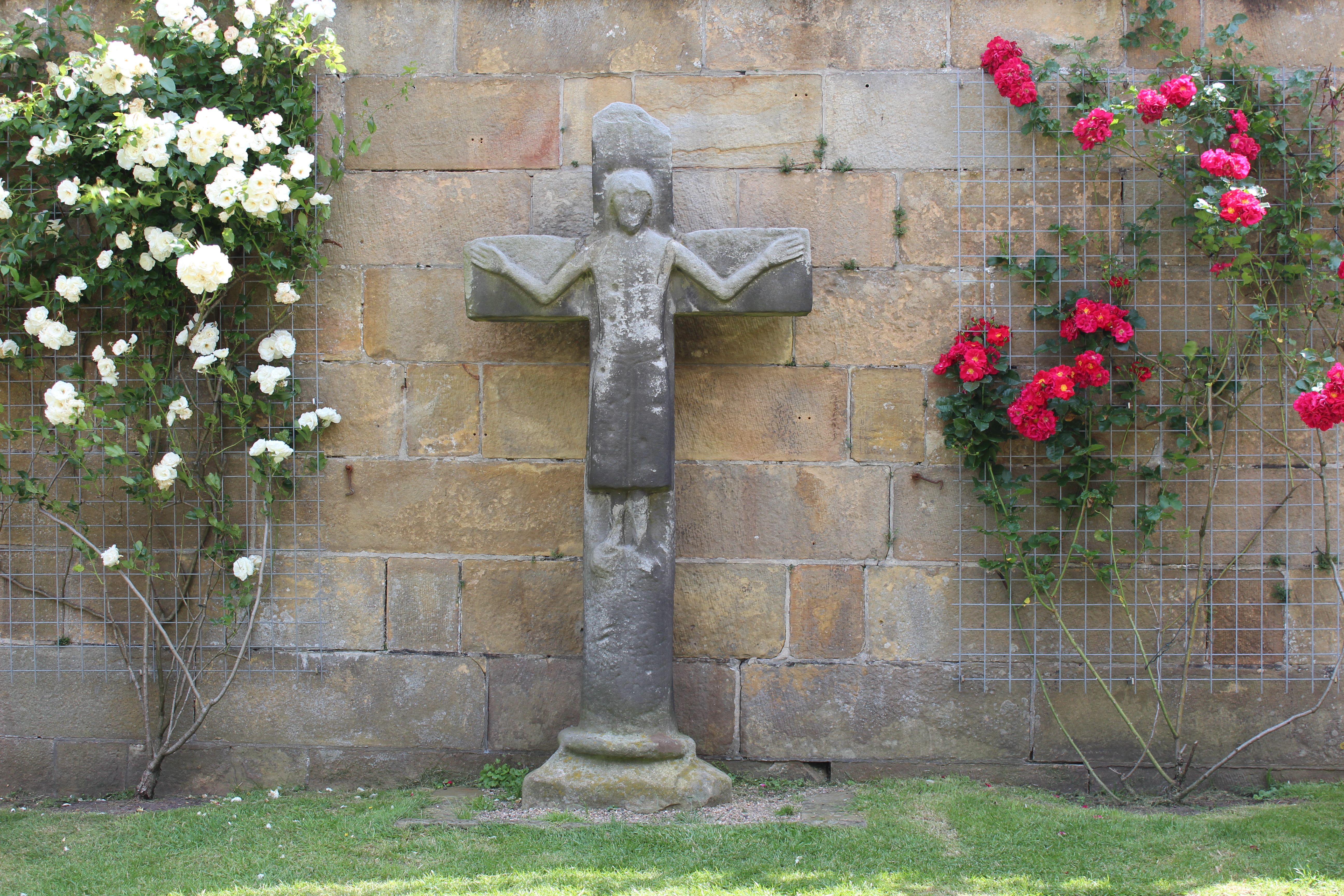
Der „Herrgott von Bentheim“, 10. oder 11. Jahrhundert
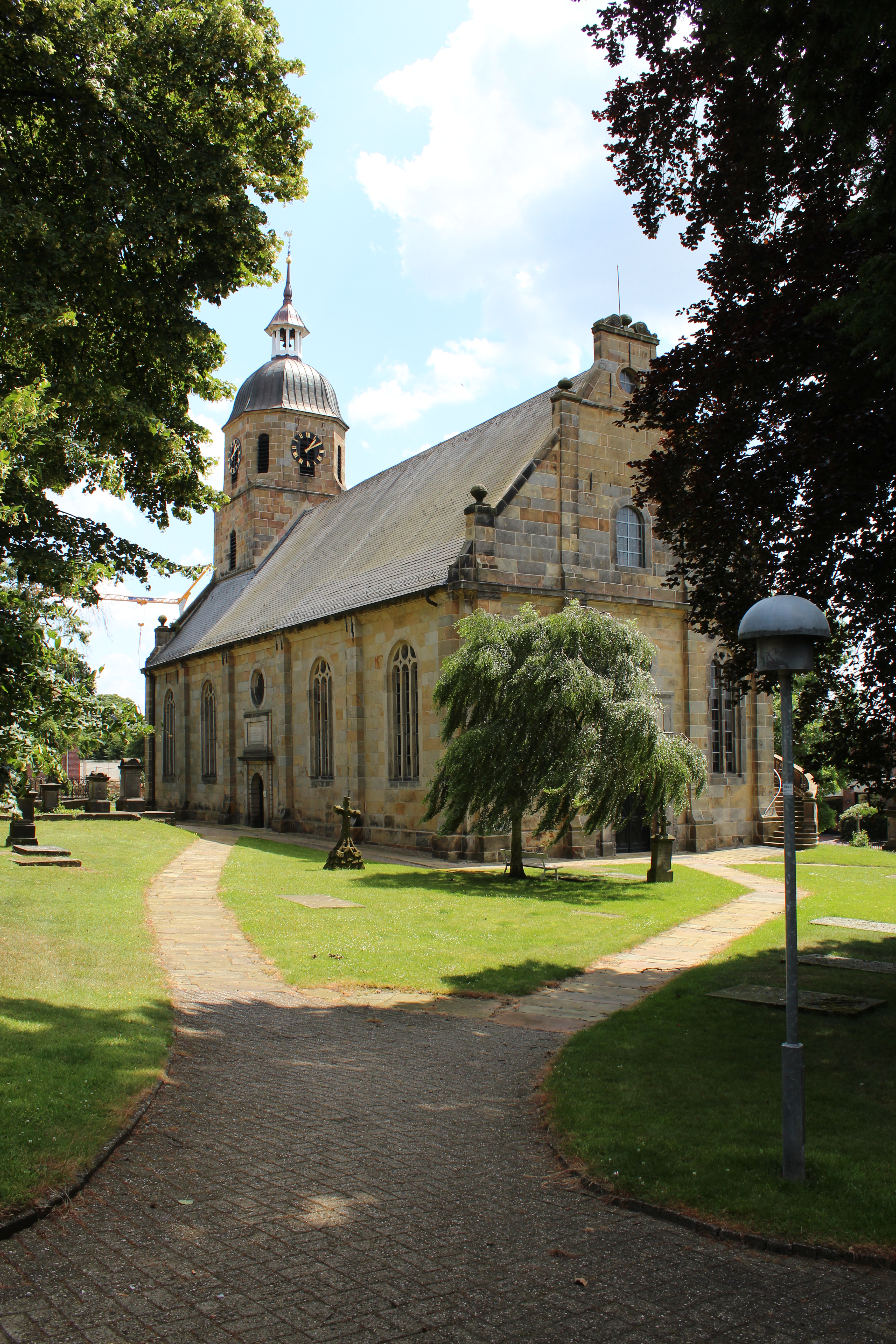
Evangelisch-Reformierte Kirche von 1696
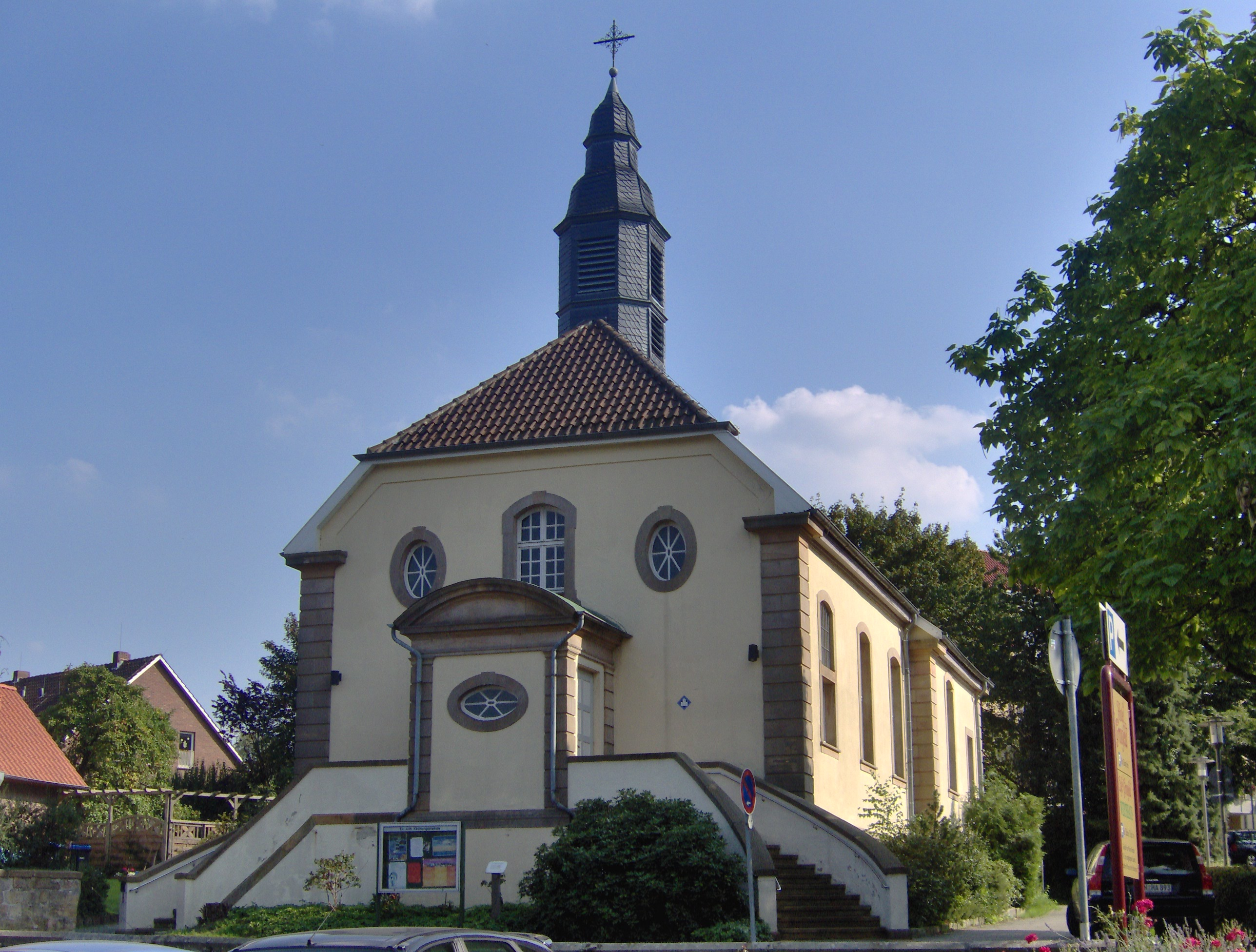
Martin-Luther-Kirche von 1912
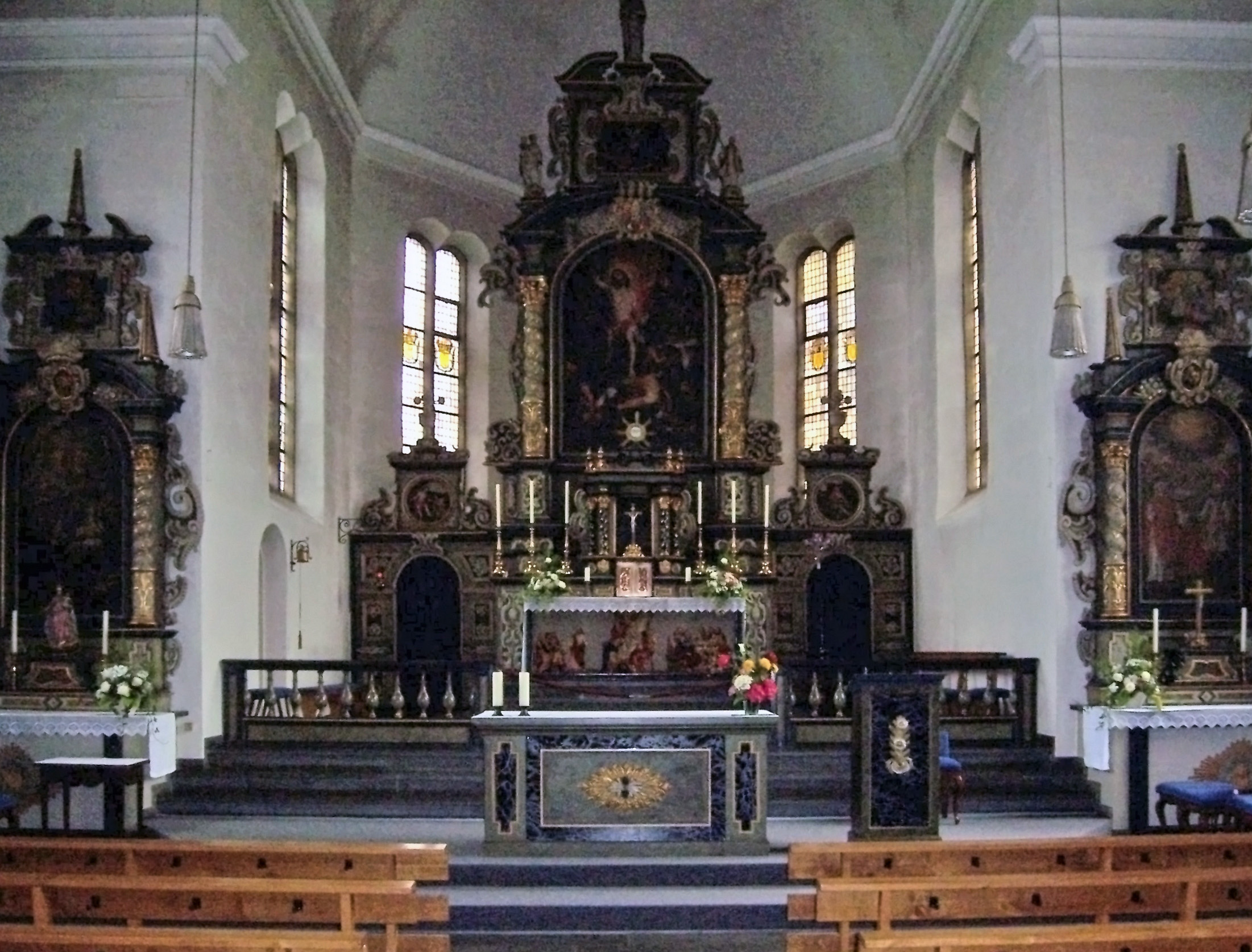
Innenraum der katholischen Kirche
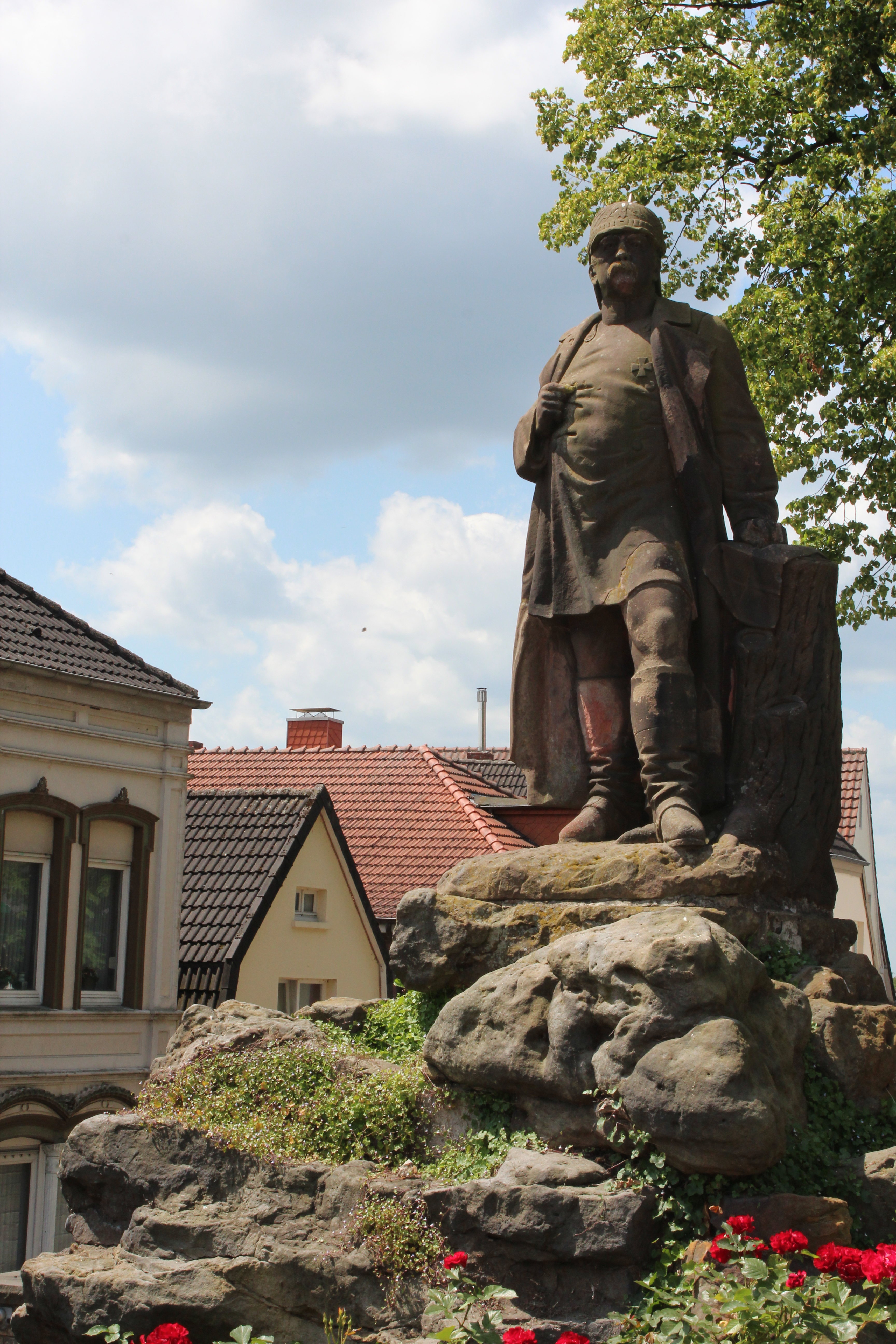
Bismarckdenkmal
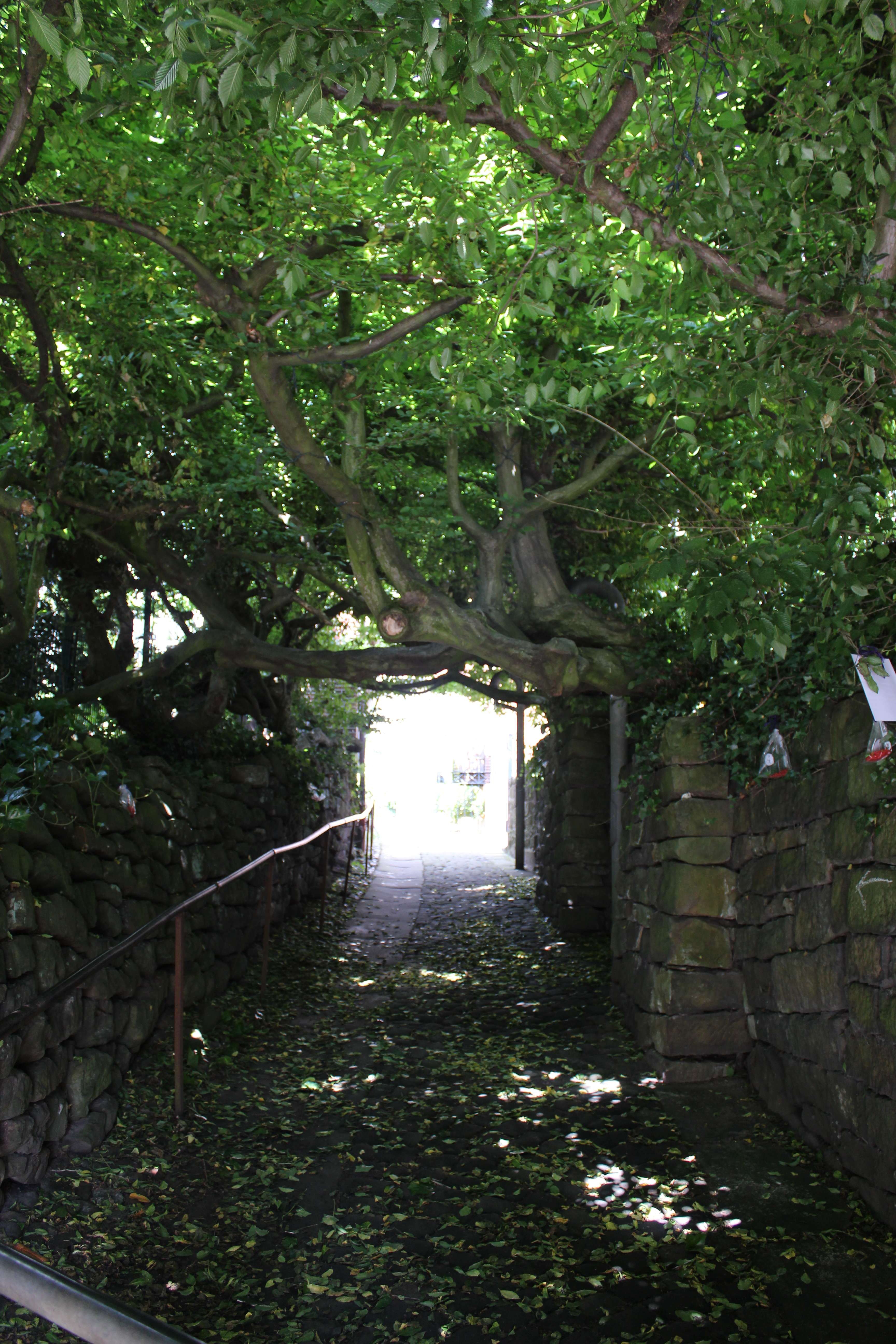
Östliche Hellendoornstiege
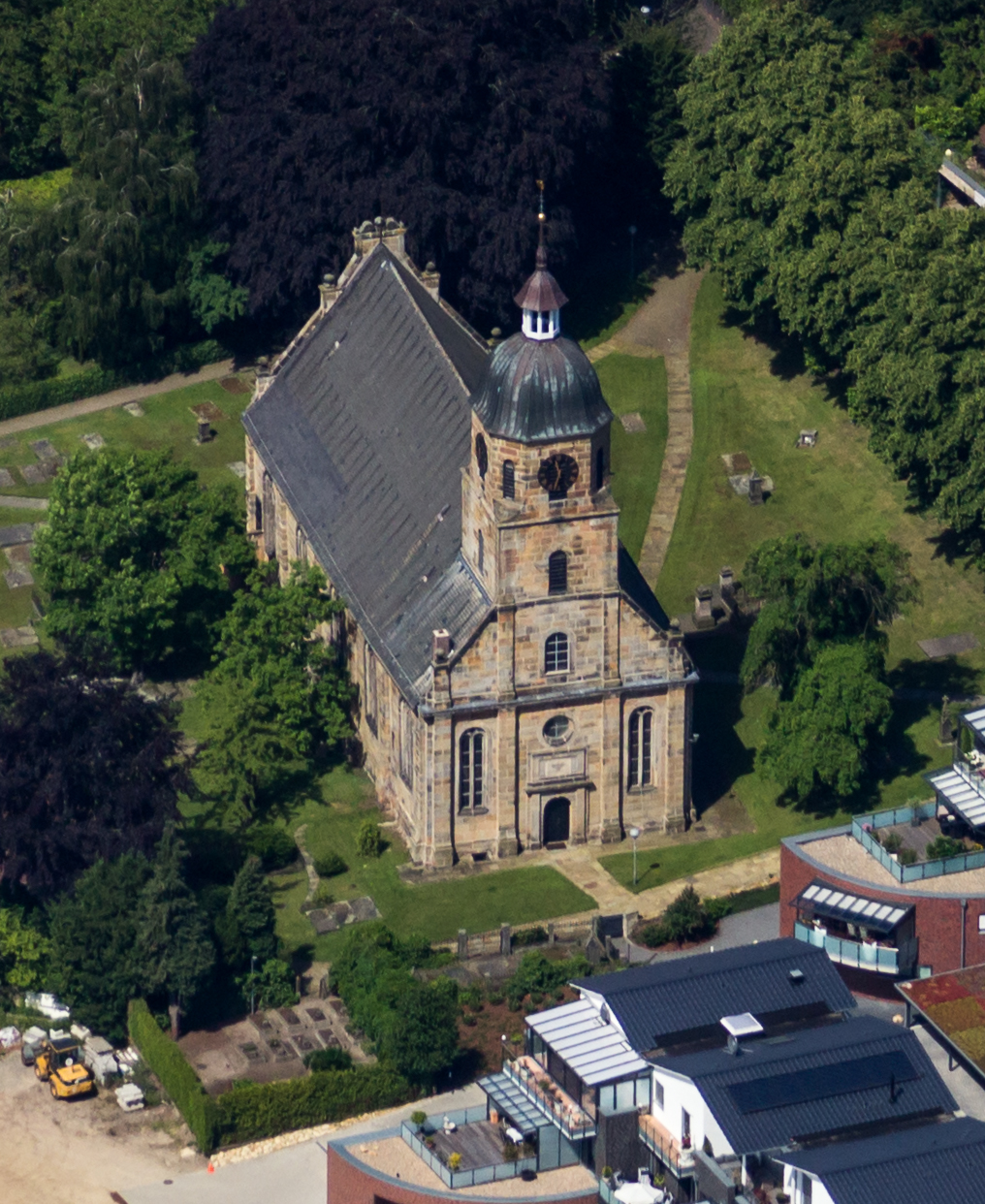
Evangelische Kirche
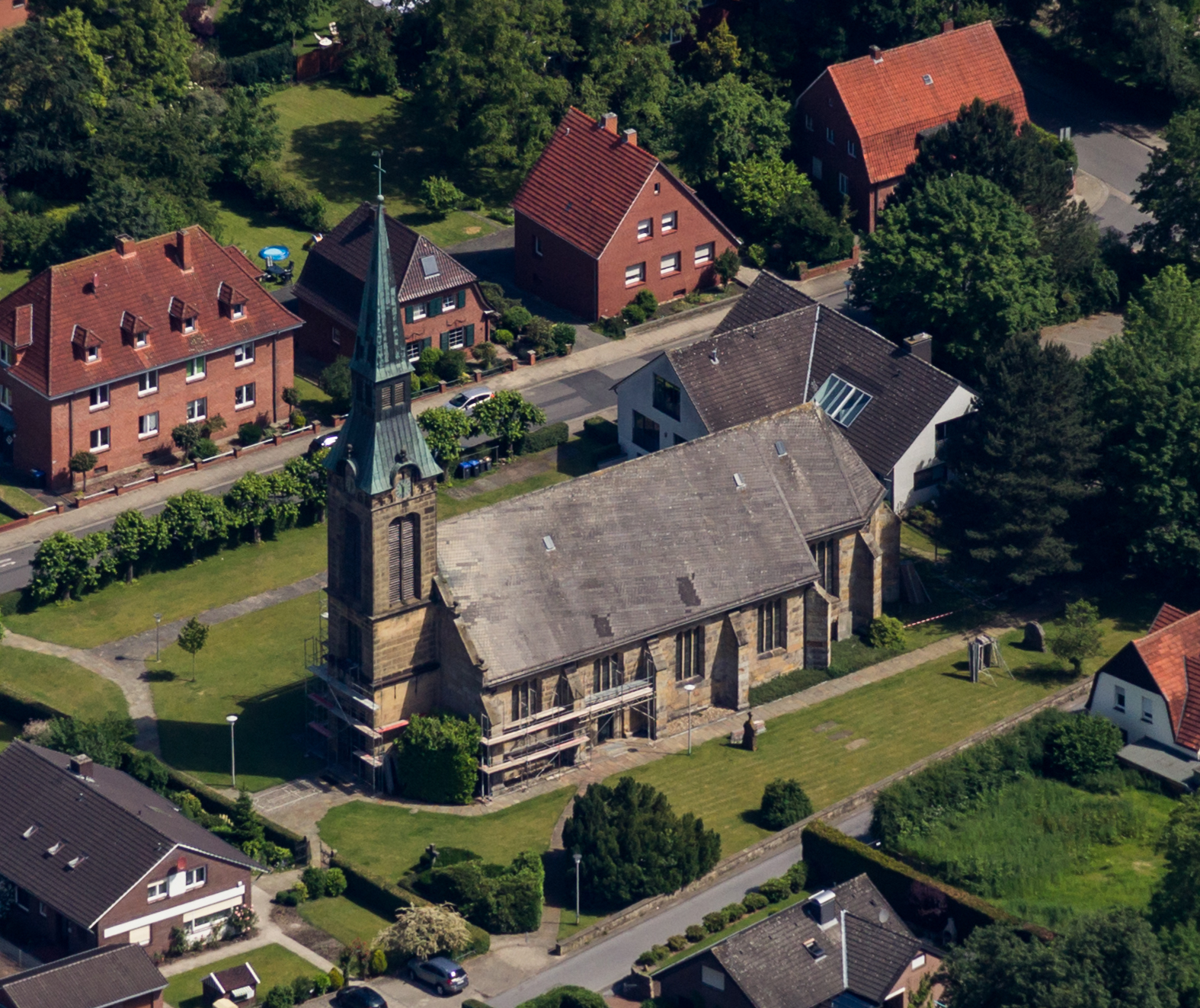
Kirche „St. Johannes der Täufer“

### Kultur

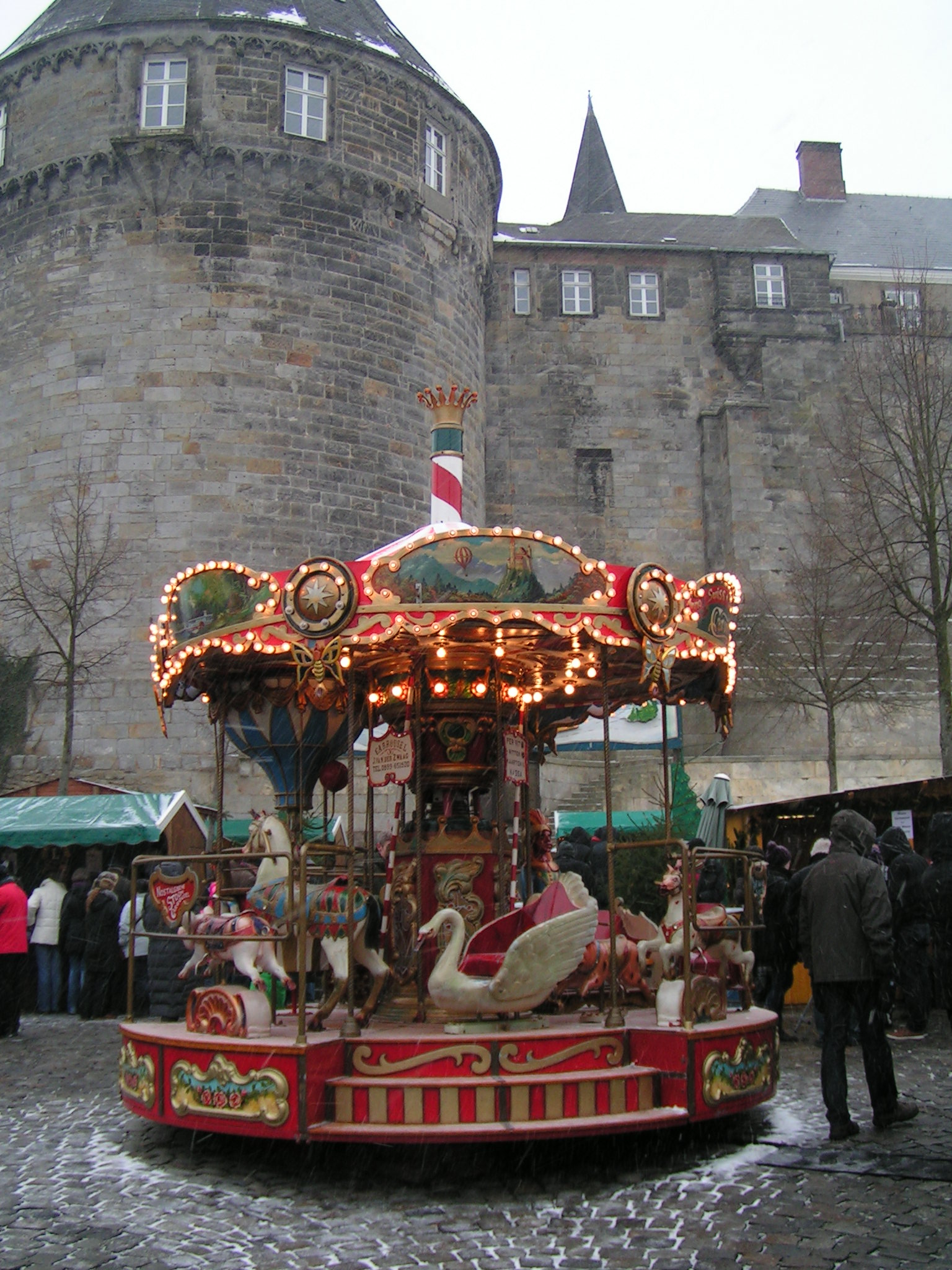
Dampfkarussell auf dem Weihnachtsmarkt Bad Bentheim

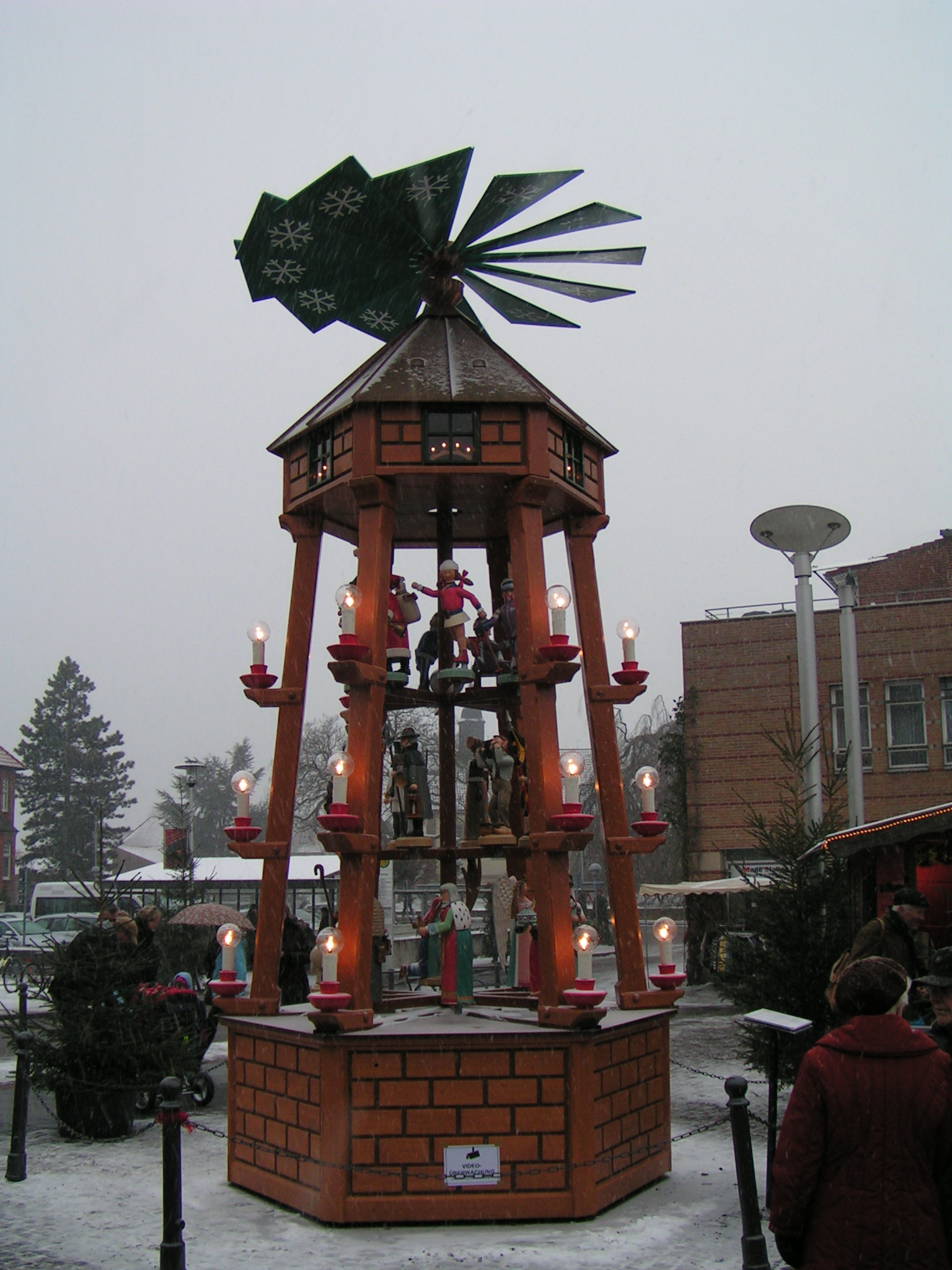
Weihnachtspyramide aus Wolkenstein auf dem Weihnachtsmarkt Bad Bentheim

Eine Besonderheit in Bad Bentheim sind die sogenannten „Nachtwächterrundgänge“, die jeden Montag und Freitag (in der Sommersaison auch jeden Samstag) ab 21 Uhr stattfinden. Treffpunkt mit dem Nachtwächter ist das untere Burgtor der Burg Bentheim. Bei diesen nächtlichen Touren durch Bad Bentheim geben sowohl Geschichten und Sagen über die Stadt und die Burg als auch historische Daten und Fakten einen Einblick in die Stadtgeschichte.
Das so genannte „Weggen wegbringen“ ist eine alte Tradition, die gelegentlich noch in Bad Bentheim und der Grafschaft, sowie im benachbarten Emsland und Osnabrücker Land gepflegt wird. Der „Weggen“ ist ein meterlanges Rosinenbrot, welches nach der Geburt eines Kindes von Freunden und Nachbarn gebracht wird, um die Ankunft des Säuglings zu feiern. Hierbei wird der „Weggen“ auf einer Leiter getragen.
Am zweiten Adventswochenende im Dezember wird der Bad Bentheimer Weihnachtsmarkt durchgeführt. Besondere Attraktionen sind ein altes Dampfkarussell sowie eine von der Partnerstadt Wolkenstein gestiftete Weihnachtspyramide, die 2010 von Besuchern der Homepage des MDR in die „TOP 10“ der Großpyramiden in Deutschland gewählt wurde.
Die Mitglieder der Rockband Union Youth (früher Jonas) sind in Bad Bentheim aufgewachsen und wohnhaft.

### Kulinarische Spezialitäten
Eine regionale Spezialität Bentheims sind die Bentheimer Moppen. Dabei handelt es sich um eine besondere Art von Keksen, die vor allem zur Weihnachtszeit gegessen werden. Sie enthalten sehr viel Kümmel, so dass der Geschmack von dem gewöhnlicher Weihnachtsplätzchen stark abweicht.
Im November 2011 wurde dem Bentheimer Restaurant Keilings der erste Michelin-Stern verliehen; es handelt sich um das erste Sterne-Restaurant im Landkreis Grafschaft Bentheim. Im März 2018 erhielt das Restaurant den zweiten Michelin-Stern.

## Infrastruktur und Wirtschaft

### Wirtschaft
Größte Arbeitgeber sind:
- Das Eylarduswerk in Gildehaus (eine evangelische Diakonieeinrichtung für die Jugendhilfe, ca. 280 Beschäftigte)
- Die Fachklinik Bad Bentheim (ca. 320 Beschäftigte)
- Die Anlagenbau- und Erdöl-/Erdgaskonzerne Deilmann, KCA DEUTAG, Bentec
- Die Model GmbH, Standort Bad Bentheim (ca. 350 Beschäftigte)

### Tourismus
Wichtiges Standbein der lokalen Wirtschaft Bad Bentheims ist der Tourismus. Im Zentrum steht dabei der Kurbetrieb um die Bentheimer Thermalsolequelle, deren Sole mit 27 % Salzgehalt zu den stärksten ihrer Art in Europa gehört. Von großer Bedeutung ist auch der Erholungs- und Wellnesstourismus. Hier liegt ein Schwerpunkt auf dem Fahrradtourismus. 2009 eröffnete ein neuer Ferienpark mit 250 Ferienhäusern und angeschlossenem Wellnesszentrum mit einer Investitionssumme von rund 50 Millionen €. Ebenfalls 2009 eröffnete das neue Kombibad Badepark, für das Investitionen in Höhe von rund 10 Millionen € getätigt wurden.

### Gesundheitswesen
In Bad Bentheim ist die Fachklinik Bad Bentheim als Kurklinik und Gesundheitszentrum mit 53 Planbetten im Bereich Dermatologie und 390 Reha-Betten in den Bereichen Rheumatologie, Dermatologie, Kardiologie und Orthopädie ansässig. Im Juli 2013 wurde zusammen mit der neuen Klinik für Kardiologie auch der Bettenhausneubau mit 60 Betten eröffnet.
Weiterhin befindet sich das Paulinenkrankenhaus (Teil der Stiftung Mathias-Spital Rheine) als orthopädische Fachklinik mit 50 Planbetten in Bad Bentheim.

### Bildung
Es bestehen die folgenden Schulen:
- Grund- und Hauptschule Gildehaus
- Grundschule Bad Bentheim
- Burg-Gymnasium Bad Bentheim
- Missionsgymnasium St. Antonius
- Realschule Bad Bentheim
- SRH Berufsfachschule für Ergotherapie
- Eylardus-Schule (Förderschule)

### Freizeit

#### Schlosspark
Bei dem so genannten Schlosspark unterhalb der Burg Bentheim handelt es sich um eine geometrische, 12 ha große Parkanlage, die nach alten Aufzeichnungen im Stil fürstlicher Gärten des 18. Jahrhunderts angelegt wurde. Im nördlichen Teil der Anlage befindet sich ein See. Im Sommer ist im Schlosspark eine Wasserfontäne in Betrieb, die dort in einem flachen, aus Sandstein erbauten, Becken in die Höhe schießt. Dieser größere Springbrunnen wird von symmetrisch angeordneten, von Hecken eingesäumten Rosenbeeten umgeben.
Im Winter dienen die steilen Hänge im südlichen Teil der Anlage direkt unterhalb der Burg als Rodelbahn. Im Westen, auf dem großen Parkplatz des Schlossparks, finden die Sommer- und Herbstkirmes, das große Stadtschützenfest und am letzten Samstag im August ein internationaler Flohmarkt statt. Im Schlosspark selbst findet jährlich um den 1. Mai ein Mittelaltermarkt mit Ritterturnier statt. Des Weiteren befindet sich im Schlosspark eine behindertengerechte Minigolfanlage.

#### Mineraltherme
Die Bentheimer Mineraltherme liegt auf dem Gelände der Fachklinik Bad Bentheim und bietet auf über 3000 Quadratmetern zwei Hallen- und ein Freibad mit Liegewiese, eine Saunalandschaft, Sonnenbänke und ein Bistro. Direkt angeschlossen ist ein Trainingstherapiezentrum.

### Verkehr

#### Luftverkehr
Bad Bentheim ist circa eine Autostunde entfernt vom internationalen Flughafen Münster/Osnabrück (FMO) in Greven. Ein regionaler Flugplatz befindet sich im 30 Autominuten entfernten Klausheide bei Nordhorn.

#### Schienenverkehr

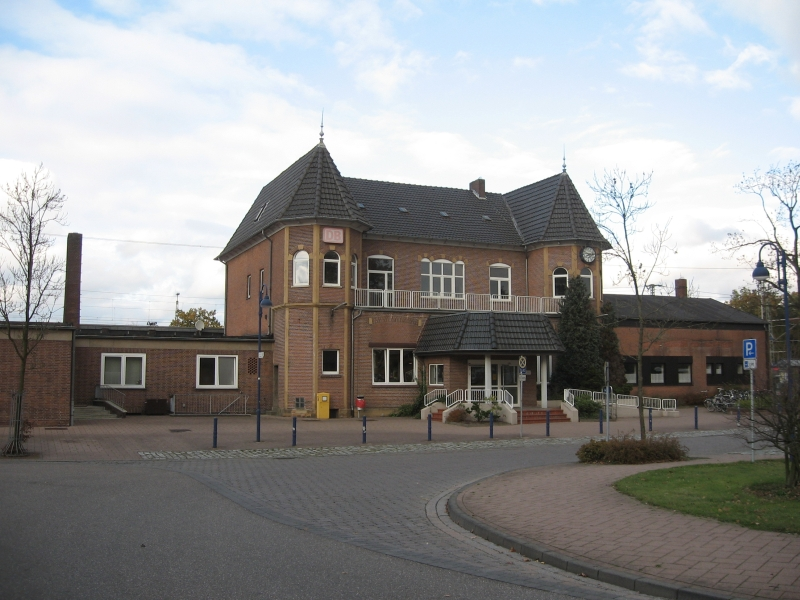
Bahnhof in Bad Bentheim, Entwurf und Ausführung: Franz Ewerbeck, 1865/66

Der Bahnhof Bad Bentheim an der Bahnstrecke Almelo–Salzbergen ist seit der in den 1950er Jahren erfolgten Stilllegung des Bahnhofs Gildehaus der letzte Bahnhof vor der deutsch-niederländischen Grenze. Bis zur Öffnung der EU-Binnengrenzen nach Inkrafttreten des Schengener Durchführungsübereinkommens diente er daher auch der Zollabfertigung grenzüberschreitender Züge.
Seit die Strecke im Jahr 1976 durchgehend elektrifiziert wurde, treffen an diesem Bahnhof das niederländische (1500 V =) und das deutsche (15 kV, 16,7 Hz ~) Bahnstromsystem zusammen. Aus diesem Grund ist die Oberleitung über den Bahnhofsgleisen zwischen den beiden Systemen umschaltbar. In Bad Bentheim muss somit bei Zügen, die mit Elektrolokomotiven ohne die Möglichkeit zum Systemwechsel bespannt sind, ein Lokwechsel erfolgen, wobei die deutsche und niederländische Lokomotive im Gegensatz zu anderen Systemwechselbahnhöfen jeweils aus eigener Kraft vom oder zum Zug rangieren kann.
Im Regionalverkehr verkehrt in Bad Bentheim die Wiehengebirgs-Bahn (RB 61) über Rheine, Osnabrück und Herford nach Bielefeld und seit Januar 2018 über Oldenzaal nach Hengelo. Die stündlich fahrenden Züge können ohne separaten Fahrschein für den niederländischen Abschnitt mit dem Niedersachsentarif genutzt werden.
Im Fernverkehr verkehren Intercitys der IC-Linie 77 grenzüberschreitend auf der Strecke Amsterdam – Bad Bentheim – Osnabrück – Hannover – Berlin.
Zwischen Dezember 2010 und Dezember 2013 betrieb die Bentheimer Eisenbahn in Kooperation mit dem niederländischen Verkehrsunternehmen Syntus im Rahmen eines Pilotprojektes täglich im Stundentakt eine Regionalbahnlinie (bezeichnet als Grensland Express). Zwischen dieser Linie und der RB 61 bestand in Bad Bentheim ein direkter Anschluss. Aufgrund mangelnder Nachfrage wurde diese Zugverbindung wieder eingestellt. Seit dem 14. Januar 2018 fahren Züge der RB 61 durchgehend von Bielefeld nach Hengelo.
Über Bad Bentheim führt die Strecke der Bentheimer Eisenbahn AG von Achterberg (bis 1981 von Gronau) über Nordhorn und Neuenhaus nach Coevorden in den Niederlanden. Nahe dem Bahnhof befindet sich auch das ehemalige Verwaltungsgebäude dieser Bahngesellschaft. Die Bentheimer Eisenbahn hat ihr Schienennetz mit finanzieller Förderung der Landesnahverkehrsgesellschaft Niedersachsen (LNVG) modernisiert, damit der Schienenpersonennahverkehr (SPNV) von Bad Bentheim über Nordhorn nach Neuenhaus wieder betrieben werden kann. Der planmäßige SPNV ist als RB 56 zum 7. Juli 2019 aufgenommen worden.
Im Dezember 2018 wurde das umgestaltete Bahnhofsumfeld und Empfangsgebäude neu eröffnet.

#### Busverkehr
Regionalbusse der Bentheimer Eisenbahn (Tarifgebiet Verkehrsgemeinschaft Grafschaft Bentheim / VGB) verbinden Bad Bentheim sowohl an Werktagen als auch an Sonn- und Feiertagen im regelmäßigen Taktverkehr mit Gildehaus, Gronau (Westf.) und Schüttorf (Linie 60) sowie Nordhorn (Linie 40). Von Frühjahr bis Herbst führen zu bestimmten Zeiten Busse auf der Linie Emlichheim–Neuenhaus Fahrradanhänger mit (Fietsenbus).
Überregional verkehren Fernbusse von Flixbus u. a. nach Dortmund und Frankfurt am Main.

#### Straßenverkehr
Die Stadt liegt an der Bundesstraße 403. Des Weiteren ist Bad Bentheim über die Bundesautobahnen 30 (Bad Oeynhausen–Osnabrück–Bad Bentheim; in den Niederlanden weiter als Rijksweg 1 (A 1) über Hengelo nach Amsterdam) und 31 (Emden–Bottrop) an das Fernstraßennetz angebunden.

## Persönlichkeiten

### Ehrenbürger
Nach dem Zweiten Weltkrieg war die Stadt Bentheim bemüht, das ehemals gute Verhältnis zu den Niederlanden wiederherzustellen. In diesem Bestreben wurde die Stadt sehr von dem niederländischen Professor Hendricus Prakke unterstützt. Dafür wurde ihm 1966 die Ehrenbürgerwürde der Stadt verliehen. Der im Jahre 1992 verstorbene Prakke war Bürger der Stadt Assen, mit der Bad Bentheim seit 1959 eine intensive Städte-Partnerschaft pflegt.
Auch Hans-Carl Deilmann bekam die Ehrenbürger-Würde der Stadt verliehen. Sein Unternehmen, die Deilmann AG (heute KCA Deutag), das in den 1970er Jahren weltweit über 8.000 Mitarbeiter beschäftigte, hatte maßgeblichen Anteil am wirtschaftlichen Aufschwung in Bentheim und der Grafschaft. Zu seinen Ehren wurde die Deilmannstraße benannt.

### Söhne und Töchter der Stadt
- Bernhard von Bentheim (1330–1421), Graf von Bentheim, Dompropst in Münster
- Simon Eberwein (1555–1625), kurfürstlich-sächsischer Oberförster
- Wilhelm Heinrich von Bentheim-Steinfurt (1584–1632), Mitglied der Fruchtbringenden Gesellschaft, Graf, Domherr von Straßburg
- Konrad Gumprecht, Graf von Bentheim-Limburg (1585–1618), Landesherr der Grafschaft Limburg
- Johan Picardt (1600–1670), deutsch-niederländischer, evangelisch-reformierter Moorkolonisator, Pastor, Mediziner und Schriftsteller
- Arnold Gisbert Pagenstecher (1615–1688), Geheimrat und Hofrichter des Grafen von Bentheim
- Catharina Schrader (1656–1746), niederländische Hebamme
- Alexander Arnold Pagenstecher (1659–1716), Rechtswissenschaftler und Hochschullehrer
- Fridericus Carolus de Hosson (1718–1799), niederländischer Porträt- und Historienmaler
- Georg von Dincklage (1825–1902), preußischer Generalleutnant
- Fritz Hacke (1842–1922), Reichstagsabgeordneter
- Fia Wille (1868–1920), Kunstgewerblerin und Innenarchitektin
- Victoria zu Bentheim und Steinfurt (1887–1961), Architektin
- Johann Großfeld (1889–1944), Lebensmittelchemiker
- Friederike Wieking (1891–1958), ranghöchste Kriminalbeamtin im nationalsozialistischen Deutschland, geboren in Gildehaus
- Heinrich Kloppers (1891–1944), Widerstandskämpfer, im KZ Neuengamme ermordet, geboren in Hagelshoek
- Hermann Dieckhoff (1896–1958), Schauspieler
- Lotte Rotholz (1923–1943/45), Widerstandskämpferin gegen den Nationalsozialismus, NS-Opfer
- Bernhard T. Großfeld (1933–2024), Professor für Internationales Wirtschaftsrecht
- Wiebke Schröder (1934–2018), Bryologin
- Hinrich Rahmann (* 1935), Zoologe und Neurobiologe
- Hayo Vierck (1939–1989), Archäologe
- Rüdiger Krohn (* 1943), Germanist und Hochschullehrer
- Gerd-Jan Krol (* 1943), Wirtschaftswissenschaftler
- Hille Gosejacob-Rolf (1943–2024), Sozialpädagogin und Geschäftsführerin, Bundesvorsitzende im Deutschen Berufsverband für Soziale Arbeit (DBSH) und Mitglied im Hauptvorstand des Deutschen Beamtenbundes
- Hanna Krabbe (* 1945), RAF-Terroristin
- Franz Wittenbrink (* 1948), Arrangeur, Komponist, Dirigent, Regisseur und Pianist
- Lilly Grote (* 1948), Filmemacherin, Filmregisseurin, Filmtonmeisterin und Künstlerin
- Friederike Krabbe (* 1950), mutmaßliche RAF-Terroristin
- Franz Kadell (* 1951), Journalist
- Werner Ratering (1954–2017), Künstler
- Hermann Schulze-Berndt (1958–2020), Religionspädagoge und Autor
- Nils Röseler (* 1992), Fußballspieler
- Florian Wintels (* 1993), Poetry-Slammer und Musiker
- Jano ter Horst (* 2002), Fußballspieler
- Brigitte Reimann  (* im 20. Jahrhundert), deutsche Journalistin, Fernsehredakteurin und Moderatorin

### Persönlichkeiten, die vor Ort gewirkt haben
- Karl Friedrich Oppermann (1889–1969), Regierungsbaumeister a. D. und Eisenbahndirektor, Vorstand der Bentheimer Eisenbahn AG
- Karl Raapitz (1894–1944), Bürgermeister von 1938 bis 1944
- Gaby Baginsky (* 1954), Schlagersängerin, wohnhaft in Bad Bentheim

## Sonstiges
- Aus der Grafschaft Bentheim stammen die Haustierrassen Bentheimer Landschaf und Buntes Bentheimer Landschwein.
- Im Jahre 1895 verbrachten Königin Emma der Niederlande und ihre 15-jährige Tochter Wilhelmina einige Wochen am Bentheimer Bade. Vorher hatten bereits Otto von Bismarck und Kaiser Wilhelm I. dort logiert. Zu Ehren Otto von Bismarcks wurde auf dem nach ihm benannten Bismarckplatz in der Bentheimer Innenstadt eine Sandsteinstatue nach seinem Abbild aufgestellt.
- Am 23. September 2008 erhielt die Stadt den von der Bundesregierung verliehenen Titel „Ort der Vielfalt“.
- In Bad Bentheim sind Stolpersteine des Künstlers Gunter Demnig verlegt[33]
- Bad Bentheim wird in einem Lied der Gruppe Jupiter Jones auf deren gleichnamigem Album thematisiert. Der Titel des Liedes lautet Komm bloß nicht nach Bad Bentheim. In dem Lied geht es um einen alten, verbitterten Mann in einer Kneipe.[34]
- Überregionale Aufmerksamkeit erlangte der Ort durch einen Planungsfehler im Jahre 2016. Durch den barrierefreien Umbau des Bahnhofes wurde der Bahnsteig auf 76 cm erhöht. Die Türen des Bahnhofsgebäudes wurden jedoch nicht angehoben, sodass der neue Bahnsteig diese blockierte. Wenngleich es möglich war, den Bahnsteig über einen längeren Weg von außen barrierefrei zu erreichen, wählten viele den kürzen Weg durch das Fenster.[35] Der erforderliche Umbau des Bahnhofsgebäudes wurde im Dezember 2018 abgeschlossen.[36][37]